# Hesperochernes mimulus
Hesperochernes mimulus är en spindeldjursart som beskrevs av Chamberlin 1952. Hesperochernes mimulus ingår i släktet Hesperochernes och familjen blindklokrypare. Inga underarter finns listade i Catalogue of Life.